# Bălgarene, Plevna
Bălgarene (în bulgară Българене) este un sat în comuna Levski, regiunea Plevna,  Bulgaria. 

## Demografie
Componența etnică a satului Bălgarene
     Bulgari (95,29%)
     Turci (1,34%)
     Nicio identificare (3,02%)
     Altele (0,33%)
La recensământul din 2011, populația satului Bălgarene era de 893 locuitori. Din punct de vedere etnic, majoritatea locuitorilor (95,29%) erau bulgari, cu o minoritate de turci (1,34%). Pentru 3,02% din locuitori nu este cunoscută apartenența etnică.